# Pheroliodes vulgaris
Pheroliodes vulgaris är en kvalsterart som beskrevs av Baranek 1984. Pheroliodes vulgaris ingår i släktet Pheroliodes och familjen Pheroliodidae. Inga underarter finns listade i Catalogue of Life.